# 国鉄タキ9000形貨車
国鉄タキ9000形貨車（こくてつタキ9000がたかしゃ）は、かつて日本国有鉄道（国鉄）及び1987年（昭和62年）4月の国鉄分割民営化後は日本貨物鉄道（JR貨物）に在籍した私有貨車（タンク車）である。

## 概要
本形式は、クロロホルム専用の35t 積タンク車として1961年（昭和36年）11月2日から1981年（昭和56年）3月31日にかけて23両（コタキ9000 - コタキ9022）が富士重工業、日立製作所、日本車輌製造、川崎重工業にて製作された。
記号番号表記は特殊標記符号「コ」（全長 12 m 以下）を前置し「コタキ」と標記する。
本形式の他にクロロホルムを専用種別とする形式には、タキ6810形（1両）のみである。
1979年（昭和54年）10月より化成品分類番号「毒61」（毒性の物質、毒性物質、危険性度合2（中））が標記された。
落成時の所有者は、信越化学工業、三井化学（その後三井東圧化学へ社名変更）、旭硝子、徳山曹達の4社でありその各々の常備駅は黒井駅、笠寺駅、知手駅、新南陽駅である。
三井東圧化学所有車4両（コタキ9010 - コタキ9013）が1984年（昭和59年）7月30日に信越化学工業へ名義変更された。
徳山曹達所有車2両（コタキ9021 ,コタキ9022）が1988年（昭和63年）6月15日に日本石油輸送へ名義変更された。
旭硝子所有車2両（コタキ9014 ,コタキ9015）が1994年（平成6年）1月に信越化学工業へ名義変更された。
長年に渡る製造、製作メーカー数、ユーザー数の多さ、等の条件により形態の変化の多い形式である。
荷役方式は、積込みはタンク上部の液入管からの上入れ、荷降ろしは吐出管からの下出し方式、液出管と空気管による上出しの2種類が存在した。
車体色は黒色、寸法関係は全長は10,700mm、全幅は2,400mm、全高は3,872mm、台車中心間距離は6,600mm、実容積は23.5m3、自重は16.7t、換算両数は積車5.0、空車1.6であり、台車はベッテンドルフ式のTR41C、TR41E-12、TR41E-13、TR225、TR213Cである。TR41C装備車は後にTR41DS-13に改造された。
1987年（昭和62年）4月の国鉄分割民営化時には21両（コタキ9001 ,コタキ9002を除く全車）の車籍がJR貨物に継承されたが、1997年（平成9年）度から淘汰が始まり、2002年（平成14年）6月に最後まで在籍した2両（コタキ9021 ,コタキ9022）が廃車となり同時に形式消滅となった。

### 年度別製造数
各年度による製造会社と両数、所有者は次のとおりである。（所有者は落成時の社名、区分分けはロット毎）
- 昭和36年度 - 1両
  - 富士重工業 1両 信越化学工業（コタキ9000）
- 昭和37年度 - 2両
  - 富士重工業 2両 三井化学（コタキ9001 - コタキ9002）
- 昭和38年度 - 1両
  - 富士重工業 1両 信越化学工業（コタキ9003）
- 昭和39年度 - 1両
  - 富士重工業 1両 信越化学工業（コタキ9004）
- 昭和43年度 - 3両
  - 日立製作所 1両 信越化学工業（コタキ9005）
  - 日立製作所 2両 信越化学工業（コタキ9006 - コタキ9007）
- 昭和49年度 - 9両
  - 富士重工業 2両 信越化学工業（コタキ9008 - コタキ9009）
  - 日本車輌製造 2両 三井東圧化学（コタキ9010 - コタキ9011）
  - 富士重工業 2両 三井東圧化学（コタキ9012 - コタキ9013）
  - 川崎重工業 3両 旭硝子（コタキ9014 - コタキ9016）
- 昭和50年度 - 2両
  - 日本車輌製造 2両 信越化学工業（コタキ9017 - コタキ9018）
- 昭和54年度 - 3両
  - 日本車輌製造 2両 信越化学工業（コタキ9019 - コタキ9020）
  - 日本車輌製造 1両 徳山曹達（コタキ9021）
- 昭和55年度 - 1両
  - 日本車輌製造 1両 徳山曹達（コタキ9022）